# Gottlieb Graf von Haeseler
Gottlieb Ferdinand Albert Alexis Graf von Haeseler (19 de enero de 1836 - 25 de octubre de 1919) fue un oficial militar alemán del periodo imperial guillermino, que alcanzó el rango final de mariscal de campo (Generalfeldmarschall).

## Biografía
Haeseler nació en Potsdam fruto del matrimonio de August Alexis Eduard Haeseler y Albertine von Schönermark. Entró en el Ejército prusiano como Teniente en 1853 y se convirtió en ayudante de campo del Príncipe Federico Carlos de Prusia en 1860. Sirvió en la guerra danesa-prusiana (1864), la guerra austro-prusiana (1866), y la guerra franco-prusiana (1870-71). Desde 1879 encabezó el departamento de historia militar del Estado Mayor, y desde 1890 hasta 1903 fue General de Caballería y comandante del XVI Cuerpo de Ejército en Metz. En 1905 recibió el rango de Mariscal de Campo (Generalfeldmarschall). Desde 1903 fue miembro de la Cámara Alta Prusiana y trabajó en el desarrollo del sistema educativo profesional. Haeseler murió en Harnekop en 1919.
Entre otros, el cuartel del batallón de paracaidistas No. 261 en Lebach/Saar fue nombrado en su honor.

## Condecoraciones
- Cruz de Hierro de II Clase (1870)
- Cruz de Hierro de I Clase (1870)
- Pour le Mérite (19 de enero de 1873)
- Orden de la Corona
- Orden al Mérito de la Corona Bávara
- Orden al Mérito Militar Bávara
- Orden del Águila Roja
- Orden del Halcón Blanco
- Orden de Federico
- Orden del Águila Negra
- Orden de la Casa de Hohenzollern